# Treuzy-Levelay
Treuzy-Levelay – miejscowość i gmina we Francji, w regionie Île-de-France, w departamencie Sekwana i Marna.
Według danych na rok 1990 gminę zamieszkiwały 432 osoby, a gęstość zaludnienia wynosiła 31 osób/km² (wśród 1287 gmin regionu Île-de-France Treuzy-Levelay plasuje się na 844. miejscu pod względem liczby ludności, natomiast pod względem powierzchni na miejscu 194.).